# Honden

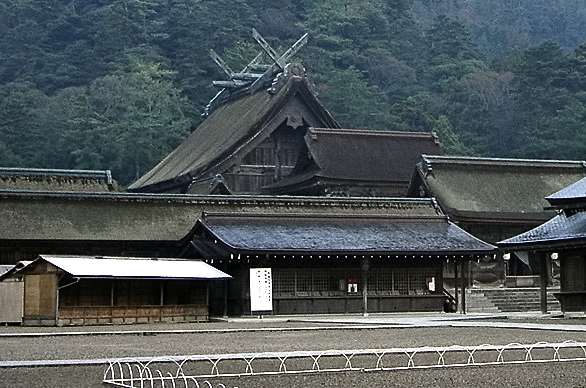
Honden de l'Izumo Taisha

El honden (també anomenat shinden (神殿) o a vegades shōden (昇殿), com en el cas del santuari d'Ise, és l'edifici més sagrat d'un santuari xintoista, fet específicament per a ús del kami consagrat al santuari, usualment simbolitzat com un espill com una estàtua. L'edifici se situa normalment a la part posterior del santuari i és tancat al públic en general. A la part frontal s'ubica ocasionalment el haiden o oratori. El haiden connecta amb al honden pel heiden o sala d'ofrenes.
Físicament, el honden és el cor del santuari, connectat amb la resta del santuari i protegit de l'accés del públic per un mur anomenat tamagaki. És relativament petit i té un gablet. Sol tenir les portes tancades, tret dels matsuri, i els sacerdots kannushi són els únics que hi poden entrar a realitzar els rituals. El ritu l'obertura i tancament d'aquestes portes es considera un moment molt important en la vida del santuari. Dins del honden es guarda el go-shintai, literalment, 'el cos sagrat del kami'. El go-shintai no és actualment diví, però és un repositori temporal del kami consagrat.
També és important saber que el honden de vegades pot estar-hi completament absent, per exemple, quan el santuari és en una muntanya sagrada on és adorat, o quan hi haja un himorogi o un yorishiro proper que servisca de mitjà més directe d'adoració al kami. El santuari Omiwa de Nara, per exemple, no conté imatges o objectes sagrats perquè es creu que ret culte a la muntanya on s'erigeix. Per aquesta raó el santuari conté un haiden, però no un honden.
Un altre santuari important sense honden és Suwa Taisha, santuari principal de la xarxa de santuaris Suwa.
L'estructura dels honden determina l'estil arquitectònic del santuari. N'hi ha molts, però tres en són d'especial importància (taisha-zukuri, shinmei-zukuri i sumiyoshi-zukuri) perquè són els únics anteriors al budisme, i tenen per això un significat històric i arquitectònic. En són exemples els honden d'Izumo Taisha, el santuari Nishina Shinmei i Sumiyoshi Taisha. L'arquitecte alemany Bruno Taut comparà la importància del honden del santuari d'Ise amb el Partenó grec.